# Lars Eriksson (musiker)
Lars Erik Ludvig Eriksson, född 1 april 1980 i Karlskoga, är en svensk singer/songwriter som blev känd under sin medverkan i Idol 2008.

## Bakgrund
Vid tio månaders ålder flyttade Erikssons familj till Liberia i Västafrika där hans far arbetade vid det svensk-amerikansk-liberianska gruvföretaget Lamco mellan 1981 och 1984. Väl hemma i Sverige började Eriksson spela piano vid fem års ålder parallellt med fotbollen. Musiken fick tidigt en plats hos honom, och han skrev sin första låt vid nio års ålder. I skolan genomförde han med en klasskamrat sina första uppträdanden och började så småningom lära sig gitarr kring 16 års ålder. Tillsammans med tre vänner bildades bandet "The Jisreels" (1997-1999) som spelade mest i hemtrakterna men också på västkusten sommaren 1998. Eriksson har skrivit fler än 200 egna låtar.

## Karriär
Eriksson blev tidigt en av favoriterna när Idol-jurymedlemmen Anders Bagge lovat att göra en skiva med honom efter att endast ha hört honom spela två låtar på en Idol-audition i Lund.
Vidare blev Eriksson mycket omskriven och debatterad under hösten 2008 på webbsidor, i radio och TV då han till slut erkände att han inte önskade vinna tävlingen och var kritisk mot hela Idols programkoncept. Han slutade på 7:e plats i november 2008, och fick liksom övriga utslagna deltagare invänta att kontraktet med Idol gick ut i mars 2009.
Därefter kunde samarbetet med Anders Bagge påbörjas för inspelningen av Erikssons första album som planerades komma hösten 2009.  Den inspelade skivan var klar under hösten, men av oklar anledning släpptes den inte direkt.
Parallellt blev han tillfrågad att medverka på singeln Love av Elin Sigvardsson som släpptes i juni samma år och som bäst låg femma på Sverigetopplistan (v24 2009).
Ett samarbete med Birger Pettersson Wiik och dennes skivbolag HGM (High Gear Music) i Årjäng tog form under maj 2010, och senare samma månad släpptes singeln Rejected Love digitalt.
I februari 2011 släpptes albumet Rust and Golden Dust som fick övervägande bra kritik. På hösten samma år släpptes EP:n "Inconsequencia". År 2012 gavs albumet Dictions and contradictions ut, och samma år flyttade Eriksson till Visby och pluggade till byggnadsantikvarie på Uppsala Universitet Campus Gotland, där han tog en kandidatexamen i kulturvård 2015. Sedan dess har Eriksson arbetat som byggnadsantikvarie på Gotland, på Åland, i Växjö, Kristianstad och Östersund.
År 2013 hade Eriksson med en sång (”The lonely journey called life”) i den svensk-isländska filmen ”Hemma”, som vann pris på Busan International Film Festival i Sydkorea som The Audience Choice. Den 9 juli 2013 delade författaren Paulo Coelho Erikssons sång ”Like the flowing river” på Facebook och Twitter. Sången är inspirerad av en av Coelhos böcker, med samma titel.
År 2017 gav Eriksson ut två demoalbum och en EP: "As it were" (album), "Lonely Jim" (EP) och "If you will" (album).
År 2018 släpptes EP:n ”Guds vän och allas fiende”, inspelad på Gotland och i Stockholm.
Eriksson är medlem i det internationella musikkollektivet ”Kaip” och sitter som ledamot i Dan Andersson-sällskapet.

## Diskografi

### Album
- 2011 Rust and Golden dust
- 2012 Dictions and Contradictions
- 2017 As it were
- 2017 If you will'

### EP-skivor
- 2011 Inconsequencia
- 2017 Lonely Jim
- 2018 Guds vän och allas fiende
- 2021 Hors d´œvres

### Singlar
- 2010 Rejected Love
- 2011 Signs on every door step
- 2012 Magic life
- 2012 Hey ho, the road is long
- 2017 The winning cards
- 2017 Lonely Jim
- 2018 I love you now
- 2018 Breadcrumbs
- 2019 Gustav Hurtigs visa

### Medverkar på/i
- 2009 Love med Elin Ruth Sigvardsson
- 2013 den svensk-isländska filmen "Hemma" (med låten "The lonely journey called life" från "Rust and golden dust")

## Fotboll
Lars grundlade tidigt ett fotbollsintresse och var aktiv från 5 till 16 års ålder. Han var en duktig anfallare med bl.a. ett målrekord med 126 mål på en säsong vid 13 års ålder. Eriksson hann med att spela för Värmlandslaget samt var med i uttagningarna för pojklandslaget 1994 (14-åringar). Eriksson spelade främst för KB Karlskoga och avslutade sin korta karriär i Rävåsens IK efter en fotskada.